# Гексалогія
Гексалогія  — літературний, музичний або кінематографічний твір, що складається з шести частин, самостійних частин, але об'єднаних діючими героями, спільною ідеєю і сенсом. Також зустрічається і серед відеоігор.

## Відомі гексалогії

### Кіно
- «Форсаж» (оригінальна назва англ. Fast & Furious, дослівно укр. Швидкі і Шалені):

1. «Форсаж» — американський бойовик 2001 року
2. «Подвійний форсаж» — американський бойовик 2003 року
3. «Потрійний форсаж: Токійський дрифт» — американський бойовик 2006 року
4. «Форсаж 4» — американський бойовик 2009 року
5. «Форсаж 5» — американський бойовик 2011 року
6. «Форсаж 6» — американський бойовик 2013 року.